# 儀城県
儀城県（ぎじょう-けん）は中華人民共和国山西省にかつて存在した県。現在の晋中市和順県西部に相当する。
596年（開皇16年）、隋朝により設置された平城県を前身とする。1216年（貞祐4年）、金朝により儀城県と改称された。1266年（至元3年）、元朝により廃止された。